# Bistrica (Bitola)
Bistrica (makedonsky: Бистрица) je vesnice v Severní Makedonii. Spadá do opštiny Bitola v Pelagonském regionu. Od druhého největšího města v zemi, Bitoly, je vzdálená 6,31 km. 
Podle sčítání lidu z roku 2002 žije ve vesnici 1 015 obyvatel. Etnickými skupinami jsou:
- Makedonci – 949
- Albánci – 55
- Srbové – 8
- ostatní – 3